# Premios VOS
Los Premios VOS son una distinción otorgados anualmente a los mejores espectáculos de teatro que se presentan durante la temporada veraniega en la ciudad de Villa Carlos Paz, Provincia de Córdoba, Argentina. Se entregan Premios por áreas de actividad teatral. Fueron creados por el suplemento de espectáculos VOS de La Voz del Interior. 

## Historia
Inicialmente el suplemento de espectáculos VOS de La Voz del Interior distinguía solamente a la belleza. A dicha distinción se la denominó como la Chica del Verano y tomó una gran transcendencia mediática al pasar de los años. Después del impacto nacional que tuvo el concurso, el suplemento decidió realizar los Premios, al cual denominarían como Premios VOS, con el fin de reconocer los demás trabajos teatrales.
La primera ceremonia fue presentada el 10 de febrero de 2014 en el Teatro Melos en Villa Carlos Paz teniendo como anfitrión del evento al humorista Mariano Iúdica y contó con la presencia de destacados artistas argentinos en la galaen honor a los logros teatrales obtenidos en la temporada veraniega entre los años 2013 y 2014.

### Chica del verano
El concurso comenzó a realizarse en el año 2001 a cargo del portal La Voz del Interior. De este modo, cada año (excepto en el año 2006) se galardonaba a una nueva candidata por medio de una encuesta de lectores para la edición digital del diario. 
A partir del año 2014, pasó a formar parte de una de las categorías, dentro de los Premios VOS, galardones destinados a lo mejor del teatro durante la temporada veraniega en Villa Carlos Paz.Entre las ganadoras se encuentran:
| Año  | Ganadora                  | Nominadas |
| ---- | ------------------------- | --- |
| 2001 | Mónica Ayos               | Ver listaNominadas - Graciela Alfano |
| 2002 | Laura Franco              | Ver listaNominadas - Florencia de la V - Laura Fidalgo - Silvia Süller |
| 2003 | Andrea Frigerio           | Ver listaNominadas - Claudia Albertario - Beatriz Salomón - Yanina Zilly - Sabrina Pettinato |
| 2004 | Ximena Capristo           | Ver listaNominadas - Jesica Cirio - Daniela Cardone - Marixa Balli |
| 2005 | Nazarena Vélez            | Ver listaNominadas - Natalia Fassi - Iliana Calabró - Jesica Cirio - Anabel Cherubito |
| 2006 | No se realizó el concurso | No se realizó el concurso |
| 2007 | Sabrina Rojas             | Ver listaNominadas - Evangelina Anderson - María Eugenia Ritó - Florencia de la V - Victoria Vanucci - Eliana Guercio - Claudia Fernández |
| 2008 | Evangelina Anderson       | Ver listaNominadas - Wanda Nara - Valeria Archimó - María Eugenia Ritó - Carla Conte - Victoria Vanucci - Florencia de la V - Rocío Marengo - Sofía Zamolo - Pamela David - Vanesa Carbone - Marixa Balli - Belén Francese - Fernanda Vives - Verónica Vaira                                   |
| 2009 | Jesica Cirio              | Ver listaNominadas - Valeria Archimó - Adabel Guerrero - Floppy Tesouro - Verónica Perdomo - Natalie Weber - Belén Francese - Valeria De Genaro - Mónica Farro - Andrea Estévez |
| 2010 | Floppy Tesouro            | Ver listaNominadas - Adabel Guerrero - María Fernanda Neil - Pabla Thomen - María Luján Telpuk - Dallys Ferreira - Natalie Weber - Carolina Oltra - Andrea Rincón - Agustina Attias |
| 2011 | Virginia Gallardo         | Ver listaNominadas - Silvina Escudero - Cinthia Fernández - Adabel Guerrero - Jimena Campisi - Mariana "Loly" Antoniale - Belén Giménez - Valeria De Genaro - Vanina Escudero - Rocío Marengo                                                                                                  |
| 2012 | Paula Chaves              | Ver listaNominadas - Florencia Maggi - Cinthia Fernández - Noelia Pompa - Celeste Muriega - Pamela Pombo - Solange Gómez Abraham - Johanna Pombo - Sabrina Ravelli - Josefina Pouso - Eugenia Lemos - Sofía Pachano - Estefanía Bacca - Claudia Ciardone - Gabriela Figueroa - Mónica Listorti |
| 2013 | Coki Ramírez              | Ver listaNominadas - Andrea Rincón - Bárbara Vélez - Lourdes Sánchez - Luciana Sismondi - Sofía Macaggi - Rocío Gancedo - Agustina Vicoli - Belén Pouchán - Verónica Perdomo - Daniela Tambasco                                                                                                |
| 2014 | Zaira Nara                | Ver listaNominadas - Kelly Hamilton - Bárbara Vélez - Gisela Bernal - Alexandra "La Sueca" Larsson |
| 2015 | Lourdes Sánchez           | Ver listaNominadas - Laurita Fernández - Claudia Ciardone - Gisela Berger - Bárbara Reali |
| 2016 | Mar Tarrés                | Ver listaNominadas - Marian Grancia Farjat - Belén Etchart - Candela Ruggeri - Celeste Muriega - Melina Greco - Ailén Bechara |
| 2017 | Florencia Vigna           | Ver listaNominadas - Noelia Marzol - Macarena Rinaldi - Lola Stagnaro - Camila Vázquez - Julieta Zara - Ailén Bechara |

#### Cancelación
En el mes de noviembre de 2017, el suplemento encargado del concurso anunció por medio de un comunicado que el certamen ya no sería realizado debido a las críticas que se generaban al momento de revelar a las nominadas para el Premio. Por ello, afirmaron que la decisión de no continuar con el concurso era: «que se debe dejar de priorizar ese concepto anacrónico de premiar la belleza física, de que hay que rescatar otros valores y que de un modo directo o indirecto es necesario poner fin a certámenes en los que la mujer es presentada únicamente como un objeto de deseo».

## Candidaturas
Desde el año 2014, los nominados a los Premios VOS son anunciados al público a comienzos del mes de enero de cada año.

### Votantes
El sistema de elección se caracteriza por contemplar el voto popular a través del sitio web VOS.com.ar, con el voto de los periodistas del suplemento de espectáculos denominado VOS perteneciente al diario La Voz del Interior y de un jurado de periodistas invitados que aportan su opinión sobre cada terna. De estos tres pilares surge el ganador. Si se produjera un empate en votos, definen los periodistas del suplemento VOS.
Para los votos de la opinión pública, comprende un plazo de 2 semanas. Una vez transcurrido dicho tiempo ya no ingresarán más votos, ya que debe anticiparse 24 horas antes de la ceremonia de premiación para el recuento de votos.

## Categorías
Actualmente entre los distintos Premios VOS que se entregan en cada área se encuentran:
| - Mejor Comedia, desde 2017. - Mejor Show de Variedades, desde 2018. - Mejor Unipersonal / Stand Up, desde 2017. - Mejor Musical, desde 2019. - Mejor Infantil, desde 2018. - Mejor Actor, desde 2014. - Mejor Actriz, desde 2014. - Mejor Labor Destacada en Comedia, desde 2018. - Mejor Dupla en Escena, desde 2018. - Mejor Humorista, desde 2014. - Mejor Elenco, desde 2019. | - Mejor Labor Humorística en Show, desde 2018. - Mejor Labor Destacada en Show, en 2017 y desde 2019. - Mejor Imitación, desde 2018. - Mejor Cantante, en 2016 y desde 2018. - Mejor Bailarín/a o Cuerpo de Baile, desde 2014. - Mejor Momento Perfecto, desde 2018. - Mejor Gran Debut, desde 2018. - Revelación, desde 2014. - Mejor Figura en Redes, desde 2018. - Mejor Producción Integral, desde 2014. - Mejor Director, desde 2014. |

### Categorías discontinuadas
- Consagración, desde el año 2014 al año 2017.
- Mejor Labor Destacada en Escena, sólo en el año 2017.
- Mejor Labor Destacada en Show, sólo en el año 2017.
- Mejor Labor Humorística Masculina, desde el año 2015 al año 2017.
- Mejor Labor Humorística Femenina, desde el año 2015 al año 2017.
- Mejor Segmento Musical, sólo en el año 2017.
- Mejor Humorístico Musical, sólo en el año 2018.
- Chica del Verano, desde el año 2001 al año 2017.
- Mejor Actuación Unipersonal, sólo en el año 2016.
- Mejor Actriz / Actor de Reparto, desde el año 2014 al año 2016.
- Mejor Escenografía, desde el año 2014 al año 2015.
- Galán del Verano, sólo en el año 2015.
- Mejor Libreto o Guion, sólo en el año 2014.

### Resumen de ganadores
La siguiente tabla muestra los vencedores en las principales categorías: Mejor producción integral, Mejor director, Mejor actor y Mejor actriz.
| N   | Fecha                 | Producción Integral              | Director          | Actor                             | Actriz                        | Presentador                                        | Lugar           |
| --- | --------------------- | -------------------------------- | ----------------- | --------------------------------- | ----------------------------- | -------------------------------------------------- | --------------- |
| 1.ª | 10 de febrero de 2014 | Stravaganza: Water in Art        | Lía Jelín         | Claudio da Passano                | —                             | Mariano Iúdica                                     | Teatro Melos    |
| 2.ª | 25 de enero de 2015   | Priscilla, La Reina del Desierto | Valeria Ambrosio  | Alejandro Paker Freddy Villarreal | Anita Martínez Florencia Peña | Nicolás Magaldi Julia Candellero                   | Teatro Luxor    |
| 3.ª | 1 de febrero de 2016  | Shrek, El Musical                | Daniel Casablanca | Diego Reinhold                    | Laura Bruni                   | Julia Candellero Diego Tabachnik                   | Teatro Luxor    |
| 4.ª | 30 de enero de 2017   | Mahatma, Alma Grande             | Ángel Carabajal   | Nicolás Cabré                     | Fátima Flórez                 | Julia Candellero Diego Tabachnik                   | Teatro Luxor    |
| 5.ª | 29 de enero de 2018   | Mahatma 2                        | Flavio Mendoza    | Gustavo Garzón                    | Laura Bruni                   | Julia Candellero Diego Tabachnik                   | Teatro del Lago |
| 6.ª | 28 de enero de 2019   | Siddharta                        | René Bertrand     | René Bertrand                     | Fátima Flórez                 | Julia Candellero Diego Tabachnik Emiliana Felizzia | Teatro Luxor    |